# Niederhagelsiepen
Niederhagelsiepen ist eine Hofschaft in Hückeswagen im Oberbergischen Kreis im Regierungsbezirk Köln in Nordrhein-Westfalen (Deutschland).

## Lage und Beschreibung
Niederhagelsiepen liegt im nordöstlichen Hückeswagen unmittelbar an der Stadtgrenze zu Radevormwald.
Nachbarorte sind Marke, Hagelsiepen, Kirschsiepen, Radevormwald-Dieplingsberg, Laake, Radevormwald-Kaffeekanne und Radevormwald-Kattenbusch. Die Hofschaft ist über eine kleine Verbindungsstraße zwischen dem Radevormwalder Zentrum und Herweg erreichbar, die auch Hagelsiepen, Kaffekanne und Kirschsiepen anbindet.
Der Wiebach fließt nördlich an der Hofschaft vorbei und bildet gleichzeitig die Stadtgrenze zu Radevormwald.

## Geschichte
1532 wurde der Ort das erste Mal in einer Einwohnerliste  („Hans im Hagelsypen, dessen Hausfrau und Tochter“) urkundlich erwähnt. Schreibweise der Erstnennung: Hagelsypen. 

## Wander- und Radwege
Folgende Wanderwege führen durch den Ort:
- Der Ortswanderweg ▲ vom Radevormwalder Zentrum nach Purd
- Der Radevormwalder Ortrundwanderweg A1 (Hölterhof)